# مالی چیک
مالی چیک (انگلیسی: Molly Cheek؛ زادهٔ ۲ مارس ۱۹۵۰) یک هنرپیشه اهل ایالات متحده آمریکا است. وی از سال ۱۹۷۹ میلادی تاکنون مشغول فعالیت بوده‌است.
از فیلم‌ها یا برنامه‌های تلویزیونی که وی در آن نقش داشته است می‌توان به پای آمریکایی، پای آمریکایی ۲، عروسی آمریکایی، اوقات خوش مکس، باشگاه کوگر، دوش آوریل و مرا به دوزخ بکش اشاره کرد.